# Oratorio de la Santa Cruz
El oratorio de la Santa Cruz es un edificio religioso situado en el centro de Pitigliano. Su encuentra ubicado cerca de la catedral de San Pedro y San Pablo, en la plaza Gregorio VII, con acceso a la logia del Palacio de la Fiscaleria.

## Historia
La pequeña iglesia fue construida durante el siglo XVII, como lo demuestra la inscripción grabada en el arquitrabe con vistas al pórtico de entrada, que indica el año probable de la consagración.
El lugar de culto se usó principalmente como un lugar de oración y devoción, y se mantuvo en las dependencias de la cercana parroquia de la catedral: los servicios religiosos, de hecho, generalmente se llevaban a cabo en la iglesia más amplia y cercana dedicada a San Pedro y San Pablo.
A pesar de su pequeño tamaño, el oratorio nunca fue transformado y utilizado para otros fines, al contrario de lo que generalmente sucedía con las iglesias pequeñas ubicadas cerca de edificios religiosos mucho más importantes.

## Aspecto Actual
El oratorio de la Santa Cruz se presenta como una pequeña iglesia de una sola estancia.
La fachada, parcialmente oculta por el Palacio de la Fiscaleria, está completamente cubierta de yeso, con un pórtico de entrada arquitrabado simple que se abre en la parte central. Sobre el arquitrabe hay un par de ángeles que constituyen valioso elemento cerámico decorativo.
El interior de la iglesia se caracteriza por la simplicidad de sus líneas, aunque el estilo barroco, típico del período de construcción, es claramente identificable, especialmente en el altar enriquecido con elementos decorativos en mármol travertino.